# Ophion areolaris
Ophion areolaris es una especie de insecto del género Ophion, familia Ichneumonidae.
Fue descrito por primera vez en 1889 por Brauns.